# Яловка (Смолевичский район)
Яловка (бел. Ялоўка) — деревня в Смолевичском районе Минской области Беларуси. Входит в состав Жодинского Сельсовета.

## Географическое положение
Расположена в 3 км на северо-востоке от Жодино, в 13 км на юго-западе от Смолевичей, в 50 км от Минска, в 350 метрах на юг от железнодорожной станции Барсуки.

## Население
- 1909 — 10 дворов, 80 жителей
- 2009 — 23 жителя[2]

## Климат
Климат здесь умеренный, с теплым летом и мягкой зимой. Средняя температура января минус 6,8 °С, июля плюс 17,5 °С. Зимой дуют южные ветры, а летом восточные и северо-восточные. Средняя скорость ветра 3 м/с. Годовое количество осадков 550-650 мм.